# ФК Динамо Тирана
Фудбалски клуб Динамо Тирана (алб. Football Club Dinamo City) албански је фудбалски клуб из Тиране. Тренутно се такмичи у Суперлиги Албаније. Основан је 3. марта 1950.

## Трофеји
- Суперлига Албаније: 18
  - 1950, 1951, 1952, 1953, 1955, 1956, 1960, 1966/67, 1972/73, 1974/75, 1975/76, 1976/77, 1979/80, 1985/86, 1989/90, 2001/02, 2007/08, 2009/10.
- Куп Албаније: 14
  - 1950, 1951, 1952, 1953, 1954, 1960, 1971, 1974, 1978, 1982, 1989, 1990, 2003, 2025.
- Балкански куп:
  - Финалиста (1): 1969.